# Samuel Squire
Pour les articles homonymes, voir Squire.
Samuel Squire (1714 - 7 mai 1766) est un évêque de l'Église d'Angleterre et un historien.

## Jeunesse
Squire est le fils d'un pharmacien à Warminster, dans le Wiltshire, et fait d'abord ses études à la Lord Weymouth's Grammar School. Il s'inscrit au St John's College de Cambridge en 1730 et obtient son baccalauréat en 1734, remportant la bourse Craven la même année. Il est élu membre de St John's en 1735, obtient sa maîtrise en 1737 et est nommé docteur en théologie en 1749  .

## Carrière ecclésiastique
Squire commence sa carrière dans l'Église en 1739 lorsqu'il est ordonné diacre de l'Église d'Angleterre et est ordonné prêtre en 1741, année où il est nommé vicaire de Minting, Lincolnshire. En 1743, il est nommé chanoine de la cathédrale de Wells et archidiacre de Bath, détenant les deux postes jusqu'en 1761. Ajoutant à son nombre croissant de postes paroissiaux, il est nommé recteur de Toppesfield, dans l'Essex (1749–50) et par la suite de l'église St Anne de Soho (1750–66), et vicaire de l'église Saint-Alfège de Greenwich (1751–66), où William Paley, qui devient plus tard célèbre en tant que théologien et philosophe, est son vicaire. Il est brièvement doyen de Bristol (1760) et est finalement nommé évêque de St David's en 1761. Sa nomination est due à son attachement ouvert aux Whigs de la cour ; il est aumônier du duc de Newcastle, dont l'utilisation du patronage pour l'intérêt des whigs est renommée .

## Ouvrages publiés
Dans les années 1740, Squire publie cinq essais sur des sujets politiques dans lesquels il exprime son soutien au parti Whig. Sa Lettre à un jeune gentilhomme de distinction (1740) plaide pour les avantages d'une armée permanente contre une milice pour protéger la Grande-Bretagne dans ses guerres contre la France et l'Espagne. Squire préconise l'engagement continental des troupes britanniques dans The Important Question Discused (1746). Il vient en aide à l'administration d'Henry Pelham en claironnant ses principes whigs dans A Letter to a Tory Friend (1746). Squire conteste également les arguments de l'historien jacobite Thomas Carte en publiant deux brochures en 1748: Remarks upon Mr. Carte's Specimen et A Letter to John Trot-Plaid. Dans les Remarques, Squire utilise la théorie du droit naturel pour lutter contre le soutien de Carte à la Maison Stuart, et dans Une Lettre, il fait la satire de Carte en se moquant de son interprétation du passé en fonction du présent .
Squire publie également deux ouvrages sur l'histoire anglaise, An Inquiry into the Foundation of the English Constitution (1745) et Historical Essay upon the Balance of Civil Power in England (1748). Dans An Inquiry, Squire écrit sur l'amour allemand et anglo-saxon de la liberté et du constitutionnalisme. Dans son essai historique, Squire écrit que la liberté dépend d'un équilibre entre les institutions et les groupes concurrents de la société, suggérant que chaque fois qu'un tel équilibre s'effondre, un gouvernement arbitraire prend sa place. La Glorieuse Révolution de 1688 a mis fin à la lutte pour l'équilibre et donc la liberté .
En mai 1746, Squire est élu membre de la Royal Society en tant que : "Un gentleman bien connu du monde savant par plusieurs traités précieux, en particulier [sic] «Deux essais sur la chronologie grecque antique» et «Sur l'origine de la langue grecque»; Une nouvelle édition du Discours de Plutarque sur "Isis et Osiris", avec une traduction et un commentaire en anglais ; et un 'Essai historique sur le gouvernement anglo-saxon en Allemagne et en Angleterre'".
Il est mort à Harley Street, Westminster.